# Litvínov

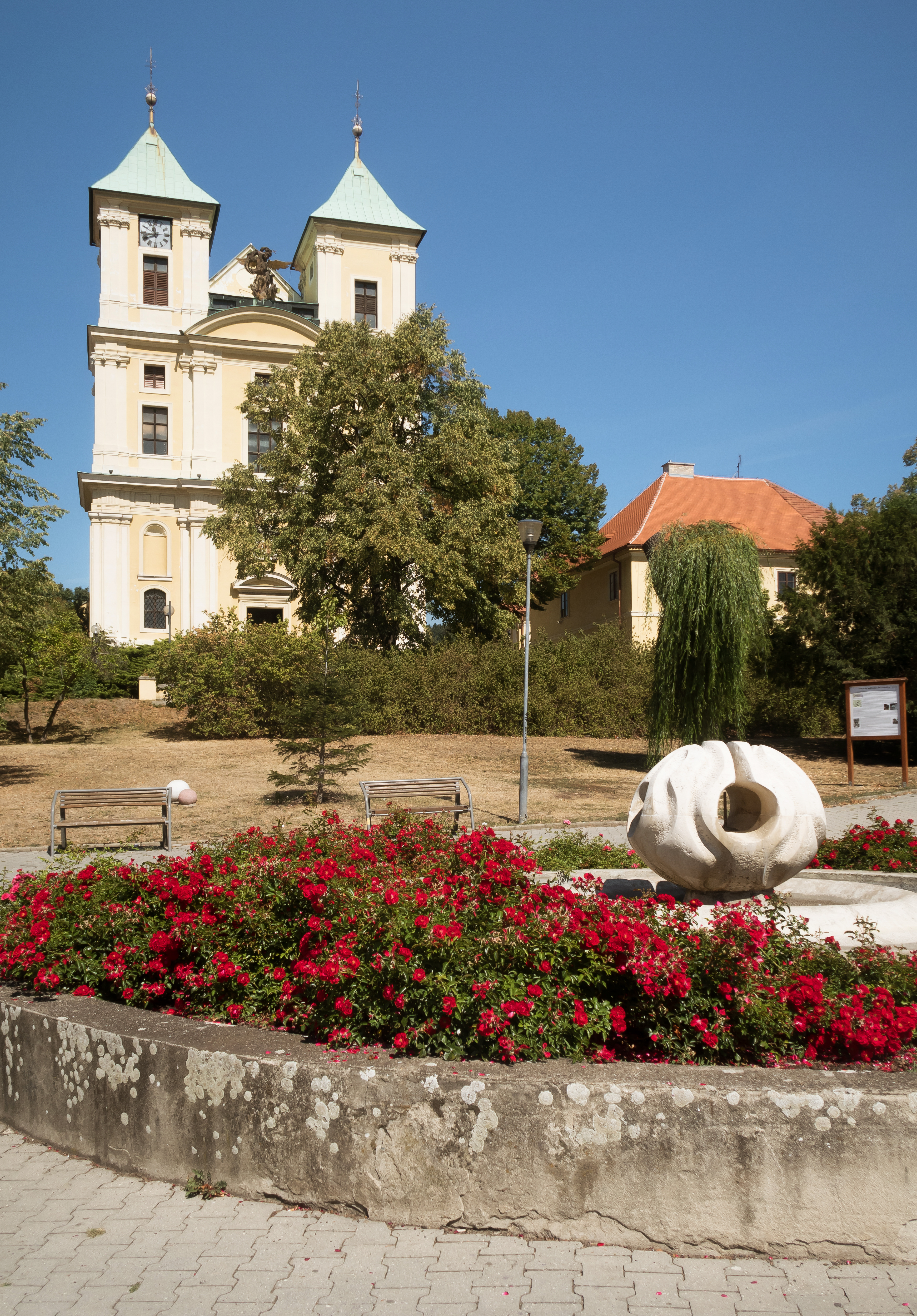
Litvínov, la iglesia: kostel svatého Michael

Litvínov es una ciudad de la República Checa ubicada en el distrito de Most, en la región de Ústí nad Labem. Tiene una población estimada, en 2021, de 23 489 habitantes.
Se conoce su existencia desde 1352, cuando se menciona con el nombre de Lutwinow. Adquirió estatus urbano en 1852. Alberga la mayor refinería de petróleo del país.
Se ubica sobre la carretera 27, unos 10 km al norte de Most y unos 5 km al sureste de la frontera con Alemania.